# Fungicida
Los fungicidas son sustancias que se emplean para eliminar o impedir el crecimiento de hongos y mohos perjudiciales para las plantas, o animales.

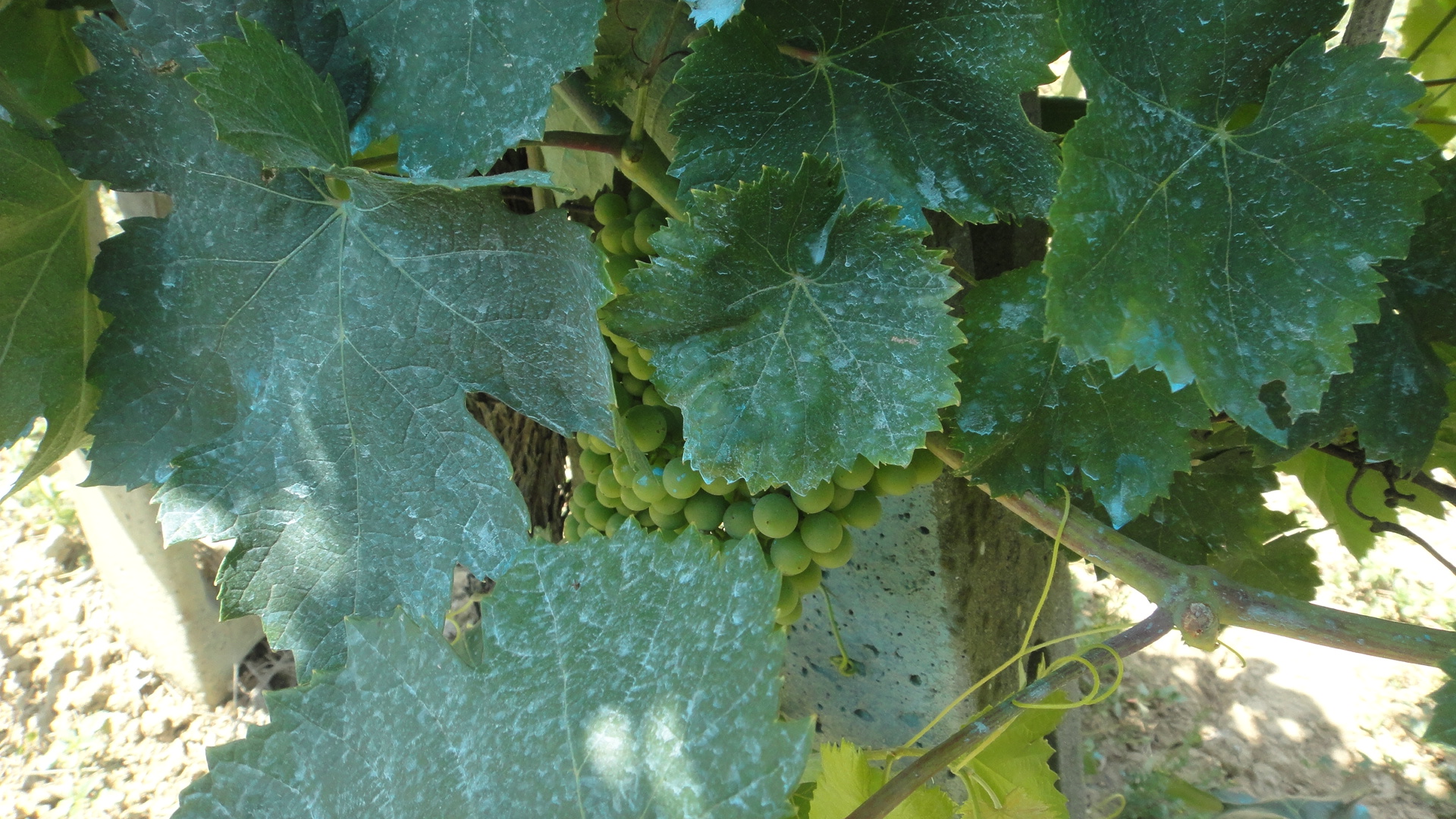
Foto de un fungicida hecho de sulfato de cobre y cal (caldo bordelés) en hojas de parra cerca de Montevibiano, en la provincia de Perugia, Italia.

Se aplican mediante rociado, pulverizado, por revestimiento, o por fumigación de locales. Para tratamientos de otros materiales como madera, papel o cuero se aplican mediante impregnación o tinción. Otra forma de administrarse, es a modo de medicamentos (ingeridos o aplicados), en tratamiento de enfermedades humanas o animales.
La mayoría de los fungicidas de uso agrícola se fumigan o espolvorean sobre las semillas, hojas o frutas para impedir la propagación de enfermedades (como la roya, el tizón, los mohos, el mildiu, oidio, botrytis, entre otros).
Existen tres enfermedades graves causadas por hongos que hoy pueden ser combatidas por medio de fungicidas, son la roya del trigo, el tizón del maíz y la enfermedad de la patata provocada por el hongo Phytophthora infestans, que causó la hambruna de la década de 1840 en Irlanda.
Los fungicidas se pueden clasificar según su modo de acción, composición y campo de aplicación.

## Historia
Uno de los fungicidas más antiguos es el caldo bordelés, que actualmente sigue usándose. Este fungicida a base de cobre se inventó en 1880 en la región de Burdeos, Francia. Posteriormente, a principios del siglo XX se empezó a usar el ioduro potásico; entre la década de 1940 y principios de los años 1950 surgieron los tratamientos tópicos con acción fundamentalmente exfoliante y queratolítica y un débil poder antifúngico. En los años siguientes se desarrollaron los fungicidas de uso tópico y sistémico (tolnaftato, haloprogina, griseofulvina, imidazoles, inhibidores de la síntesis de pirimidinas y polienos). En la década de los 90 se incorporaron los triazoles, siendo el itraconazol el primer fungicida oral con actividad sobre un espectro amplio de hongos. En pleno siglo XXI las investigaciones continúan y periódicamente aparecen nuevos agentes como el voriconazol, la caspofungina, etc.

## Tipos de fungicidas según su modo de acción
- Fungicidas protectores: también llamados de contacto, se aplican antes de que lleguen las esporas de los hongos. Actúan solamente en la superficie de la planta donde el fungicida ha sido depositado y evitan que los esporangios germinen y penetren las células. Por ello se recomienda cubrir la mayor parte de la planta con este tipo de productos.
- Fungicidas erradicadores: también llamados sistémicos o sistemáticos, se aplican para el tratamiento de la planta ya enferma por hongos. Son absorbidos a través del follaje o de las raíces y se movilizan por toda la planta. Otros productos sistémicos, conocidos como fungicidas translaminares tienen la capacidad de moverse del lado superior de la hoja al inferior, pero no de hoja a hoja. Los fungicidas sistémicos afectan varias etapas de la vida del hongo.

## Tipos de fungicidas según su composición
- Compuestos de cobre:[2] cloruro de cobre, oxicloruro de cobre, óxido cúprico, "caldo bordolés", quinolinolato de cobre-8, carbonato de cobre básico, naftenato de cobre, sulfato de cobre, cromato de cobre, oleado de cobre. La mixtura de Burdeos, conocida también como caldo bordelés, desarrollada en 1882 y compuesta de cal muerta y sulfato de cobre, fue el primer fungicida eficaz. Durante muchas décadas fue empleada en una gran variedad de plantas y árboles frutales.
- Compuestos de mercurio: Calomel (cloruro mercurioso), óxido mercúrico, lactato de mercurio, mercuram (acetato fenilmercúrico), MEMC (cloruro metoxietilmercúrico), PMA (acetato fenilmercúrico).
- Compuestos de estaño:[2] acetato de fentina (acetato de estaño trifenilo), cloruro de fentina (cloruro de estaño trifenilo), óxido de estaño de butilo, Plictran (hidróxido de estaño tricloro hexilo).
- Compuestos de zinc: cloruro, cromato, naftenato y oleato de zinc.
- Compuestos metálicos: permanganato potásico, cloruro de cadmio, sulfato ferroso, neo-asozin (arsonato férrico monometilo), rizoctol (sulfito de metilarsénico), urbacid, naftaleno de cromo.
- Compuestos de azufre: sofril, cal de azufre.
- Compuestos organofosforados: pirazofos, IBP/kitazin, edifenfos, ditalinfos, fosetil.
- Ditiocarbamatos:[2] zineb, maneb, mancoceb, nabam, tiram, ferbam, bunema, vapam, metiram, metilmetiram.
- Carbamatos: tiofanato, metiltiofanato.
- Hidrocarburos halogenados: 1,1-diclorometano, dibromometano, bromometano, cloropicrina, tetracloruro de carbono, p-diclorobenceno, hexaclorobenceno, cloroneb, bromuro dodecilamónico, haxaclorofeno, pentaclorofenol, isobac (sal monosódica del hexaclorofeno),...
- Nitrocompuestos aromáticos: dinitrofenol, nitrodifenilo, DNOC (4,6-dinitro-o-cresol). Dinobuton, tecnaceno, binapacril, dinocap, nirit, brassicol (pentacloronitrobenceno)...
- Quininas: cloranil, diclona, benzoquinona, ditianona,...
- Anilidas: benodanil, pirocarbolid, carboxina, oxicarboxina, salicilanilida,...
- Compuestos de guanidina: donina (acetato de dodecilguanidina), guzatina,...
- Ftalimidas:[2] folpet, captan, captafol, clorotanolino, dimetakion,...
- Pirimidinas: dimetirimol, etirimol, bupirimato,...
- Tiodiazoles: dazomet terazol, milneb,...
- Triazinas: anilazina, triadimefon,...
- Isoxazolonas: himexazol, drazoxolon,...
- Imidazoles: gliodina, bencmil, tiabendazol, triflorina, carbendazin,...
- Otros compuestos heterocíclicos: tridemorf, quinometionato,...
- Antibióticos: blasticidina, gliotoxina, griseofulvina, pilioxina, fitobacteriomicina, kasigamicina, validamicina,...
- Aceites: antraceno, naftenato amónico,...
- Aldehídos, cetonas, óxidos: formaldehído, p-formaldehído, alcohol alílico, óxido de etileno, óxido de propileno,...
- Extractos vegetales: Comercializados como fitofortificantes u OMDF (Otros medios de defensa fitosanitario)
- Otros: rodamina, trapex (metilsocianato), diclofuanid, fenaminosulf...

## Tipos de fungicidas según su campo de aplicación
- Uso en revestimientos de semillas.
- Uso para desinfección del suelo.
- Para aplicación sobre las plantas.

Los fungicidas de hoy, mucho más variados que los de antaño, se emplean de un modo más selectivo, para combatir hongos específicos en plantas específicas. Otros fungicidas de uso común son los compuestos orgánicos de mercurio, eficaces en el tratamiento de las semillas antes de la siembra, y los ditiocarbamatos, compuestos que contienen azufre y se aplican en una gran variedad de cultivos, árboles y plantas ornamentales.
También hay fungicidas biológicos, como el aceite de nem, que se extrae del fruto del árbol de nem, y no son tóxicos para el hombre, tampoco para los animales y respeta a algunos insectos, ya que también es insecticida.[cita requerida] O la Trichoderma Harzianum aplicado en tratamientos foliares, en semillas y suelo.